# Westville (Oklahoma)
Westville è un comune degli Stati Uniti d'America, situato nello Stato dell'Oklahoma, nella contea di Adair.